# DR-Baureihe V 60
Die Fahrzeuge der Baureihe V 60 der Deutschen Reichsbahn sind dieselhydraulische Rangierlokomotiven für den mittelschweren Rangierdienst.
Die Lokomotiven waren neben dem Einsatz bei der Deutschen Reichsbahn auch bei diversen Werk- und Grubenbahnen zu finden. Etwa 25 Prozent der Lokomotiven wurden exportiert, in RGW-Staaten und in das Nichtsozialistische Wirtschaftsgebiet. So erhielten unter anderem die Ägyptischen Staatsbahnen, die BDŽ und die SNTF diese Lokomotiven.

## Geschichte

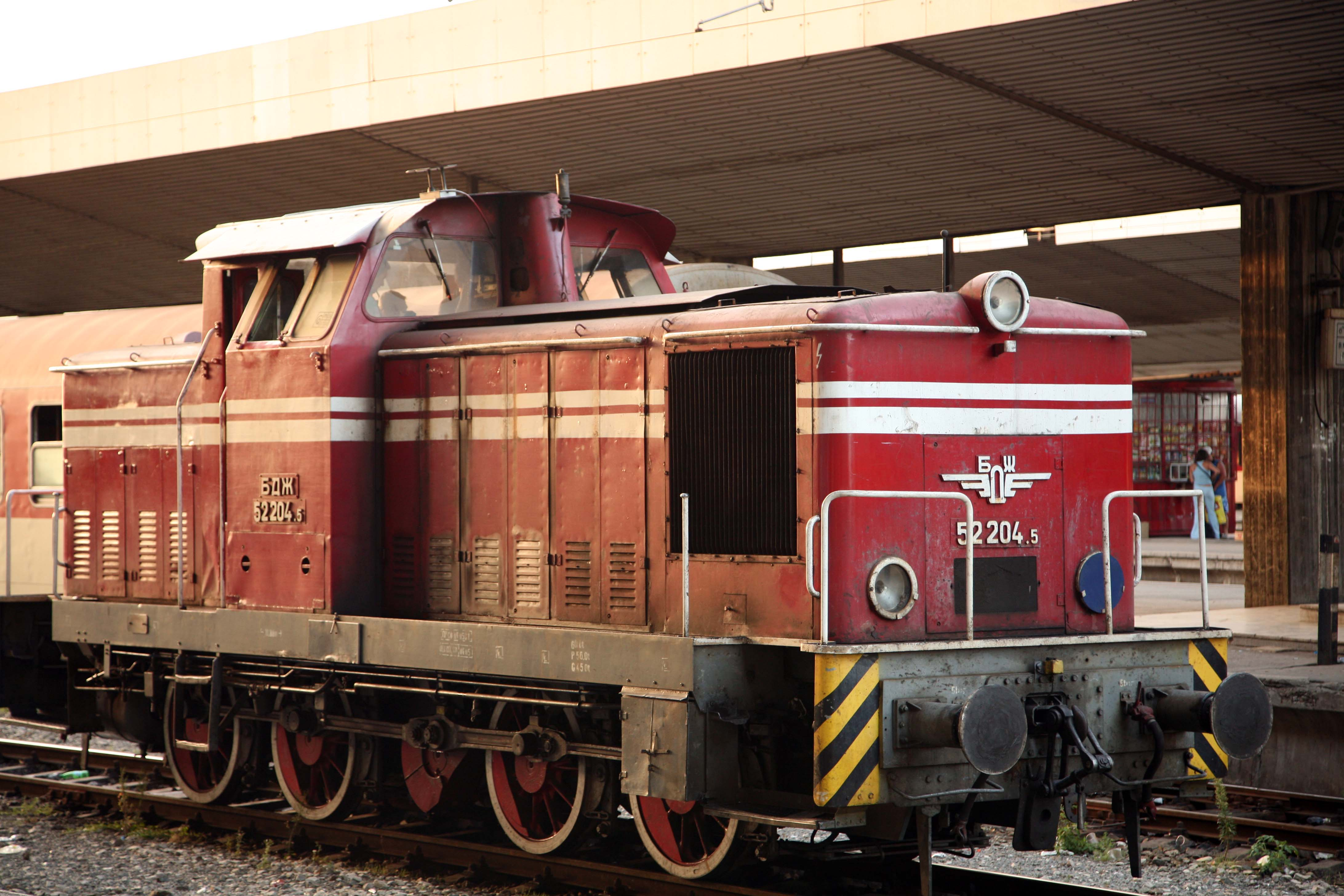
52 204 der BDZ

Ab 1955 entwickelte der Lokomotivbau Karl Marx Babelsberg im Rahmen des Neubautypenprogrammes die Baureihe V 60 D für den mittelschweren Rangierdienst. Die Lokomotiven erhielten bei der Deutschen Reichsbahn nach dem Nummernplan von 1925 die Baureihenbezeichnung V 60, mit der Einführung der EDV-Nummern am 1. Juli 1970 die neue Stammnummer 106. Nach Vergabe der letzten Stelle der Baureihe an die 106 999 wurden die nachfolgend gebauten Maschinen in die Baureihe 105 eingeordnet, da die Stammnummer 107 durch die ČKD-Lokomotiven der bisherigen Baureihe V 75 belegt war. Zwischen den Maschinen mit den Stammnummern 105 und 106 bestanden keine technischen Unterschiede.
Zur Baureihenfamilie gehörten auch 81 Lokomotiven mit gedrosseltem und optimiertem Motor, die in die Baureihe 104 eingeordnet wurden, und 14 auf russische Breitspur umgespurte Lokomotiven für den Fährhafen Sassnitz/Mukran.
Mit Einführung des gemeinsamen Nummernschemas der beiden deutschen Staatsbahnen zum 1. Januar 1992 wurde aus der Baureihe 104 die 344, aus der Baureihe 105 die 345, aus der 106 die 346 und aus den verbliebenen Breitspurmaschinen die Baureihe 347.

## Pflichtenheft

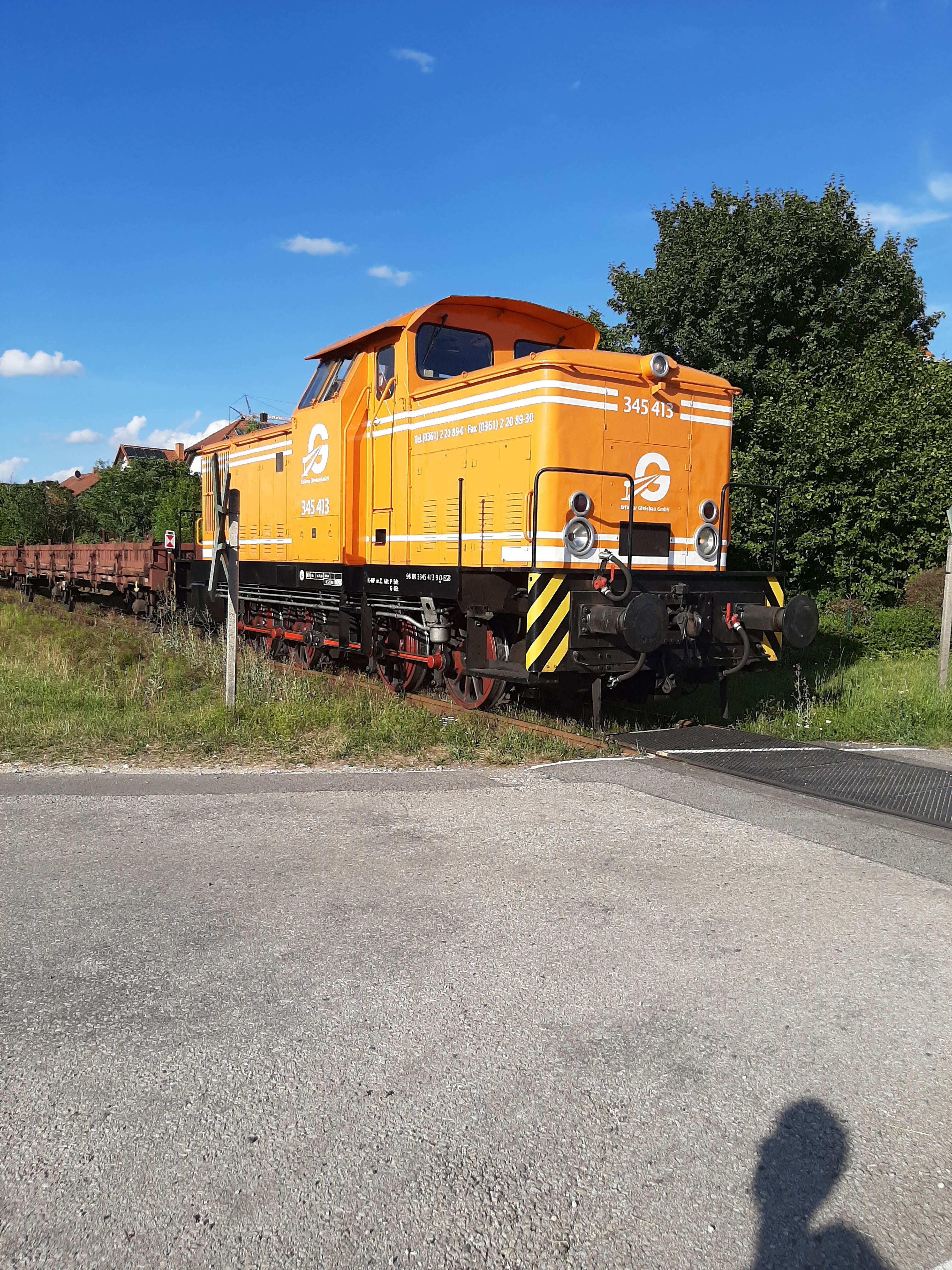
345 413 der Erfurter Gleisbau im Arbeitszugdienst in Reckendorf 2020

Das in den 1950er Jahren aufgestellte Diesellok-Typenprogramm der DR sah für den Rangierdienst eine Baureihe V 60 mit etwa 650 PS (478 kW) Antriebsleistung vor. Mit ihr sollten die bislang im Rangierdienst verwendeten Tenderlokomotiven der Baureihen 89, 91 und 92 abgelöst werden. Zu den Anforderungen an die Loks gehörte eine Achsfahrmasse von unter 15 t, ein Getriebe mit Rangier- und Streckengang, gute Bogenläufigkeit bis zu 80-m-Radien, das Befahren von Ablaufbergen mit 400 m Kuppen- und 300 m Wannenradius, geringer Geräuschpegel zur guten Wahrnehmung der Rangiersignale, Einmannbedienung sowie sichere Mitfahrmöglichkeiten für das Rangierpersonal. Die Loks waren für den mittelschweren Rangierdienst und leichten Nahgüterzugdienst gedacht, schwerer Rangierdienst sollte in Doppeltraktion bewältigt werden können.

## Prototyp
LKM Babelsberg baute anhand des Pflichtenhefts eine vierachsige Baumusterlokomotive mit asymmetrisch angeordnetem Führerstand und Antrieb über Blindwelle und Kuppelstange. Als Motor wurde der aufgeladene Achtzylindermotor 8 KVD 21 A des VEB Motorenwerk Johannisthal verwendet. Ab 5. Februar 1959 begann die Erprobung des Prototyps V 60 1001. Im September 1959 folgte das zweite Baumuster V 60 1002.

## Serienlokomotiven

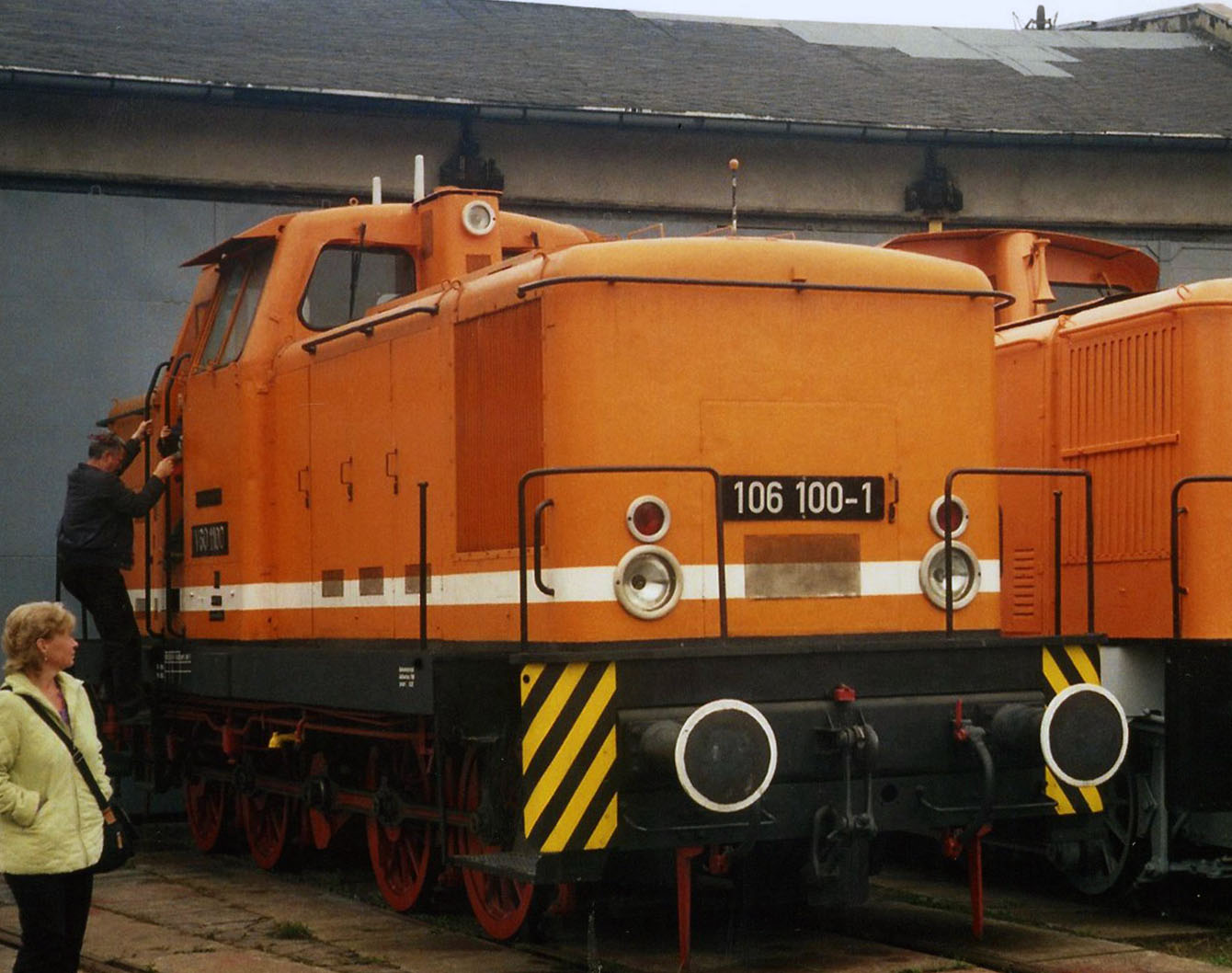
Ursprüngliche V 60 D aus Babelsberg mit dem fehlenden Dachüberhang
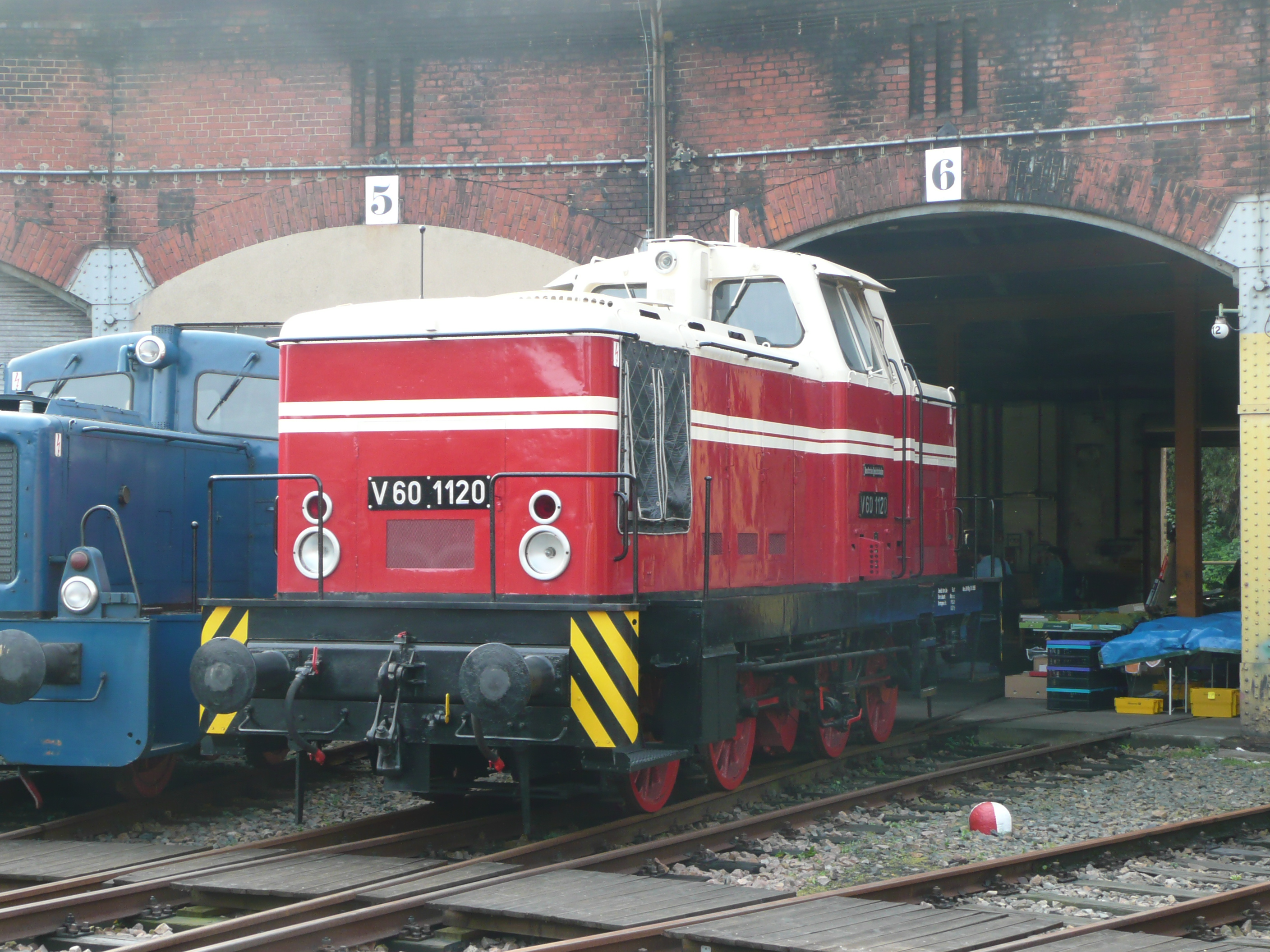
Aufgearbeitete V 60.10 in Originallackierung im Eisenbahnmuseum Chemnitz Hilbersdorf
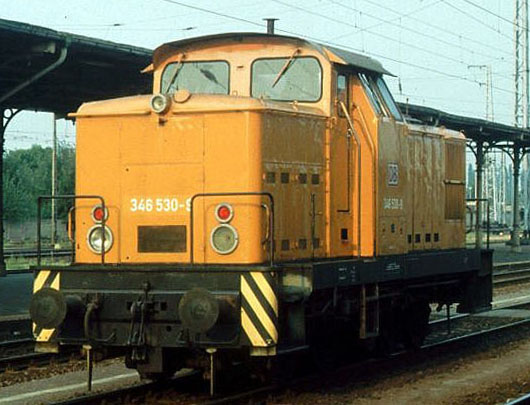
346 530 (V 60.12) im Bahnhof Stendal
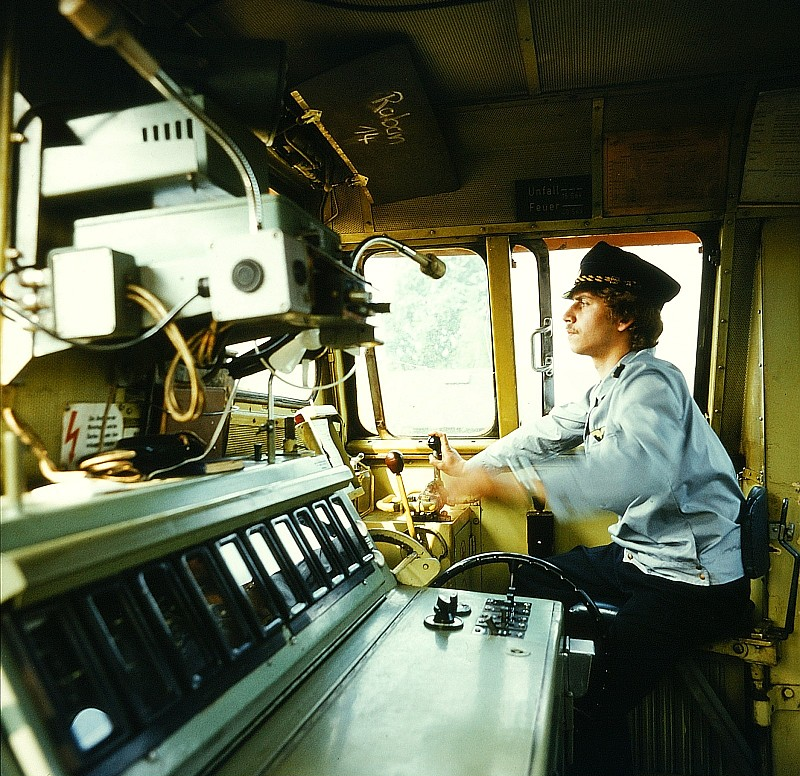
Führerstand der 106 362 als Raban 14
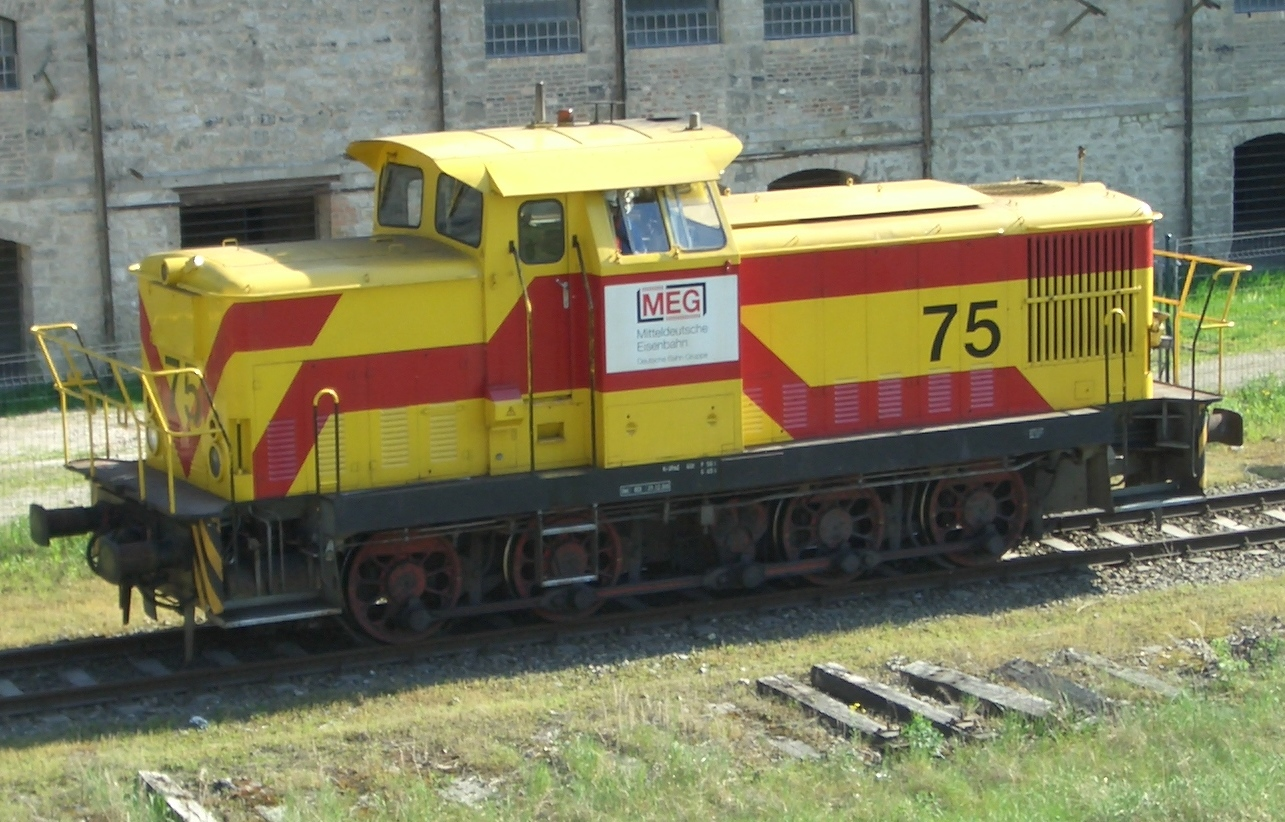
345 375-0 (MEG-Lok 75)[2] in Rüdersdorf bei Berlin
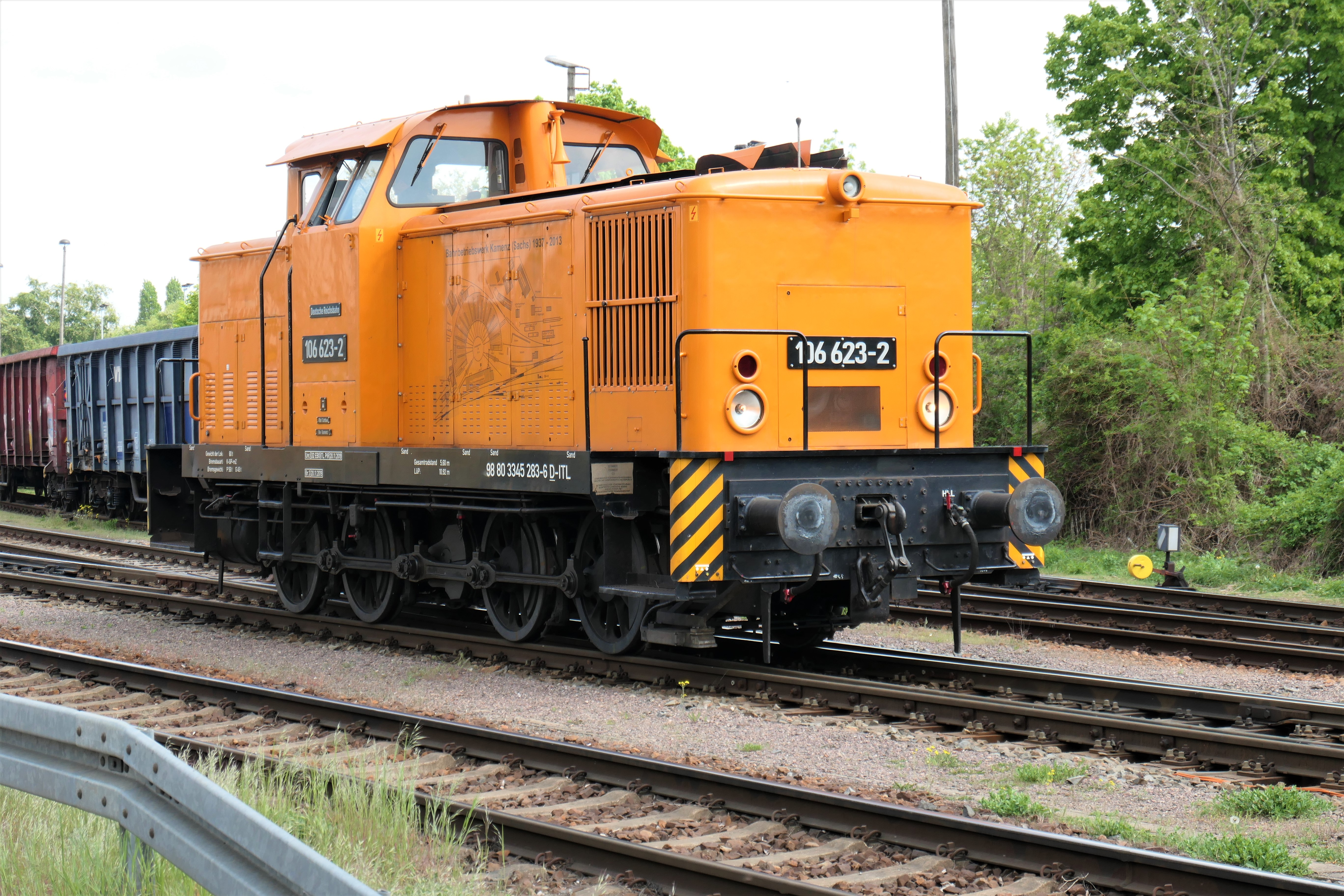
Ehemalige 106 623 als 345 283 von ITL bei der Hafenbahn Dresden (2022)

Da sich der Motor der Prototypen nicht bewährte, wurde für die Serie der Zwölfzylinder-Typ 12 KVD 18/21 eingesetzt, der als Ladermotor auch in den Baureihen V 100 und V 180 (den späteren Baureihenfamilien 201–204 und 228) verwendet wurde. Bei der V 60 kam das Aggregat als Saugmotor zum Einsatz. Außerdem wurden konstruktive Änderungen vorgenommen (andere Stufengetriebeschaltung, verstärkter Rahmen), die ab 1961 in einer Kleinserie erprobt wurden, bestehend aus den Lokomotiven V 60 1003–1007. 1962 begann LKM Babelsberg mit der Lieferung von 163 Serienlokomotiven der Baureihe V 6010, die bis 1964 andauerte. Obwohl die Loks durchaus überzeugten, wurde doch noch Verbesserungspotenzial gesehen, so dass von LKM ein Muster einer verbesserten Variante V 6012 gebaut wurde. Durch Einbau von 5 t Grauguss-Ballast wurde die Reibmasse von 55 t auf 60 t erhöht. Auffälligstes Unterscheidungsmerkmal zu den älteren V 60 ist das deutlich eckigere Führerhaus, das sich nun über die gesamte Rahmenbreite erstreckt und mit einem Sonnenschutzdach versehen wurde. Nachdem das Baumuster V 60 1201 noch von LKM gebaut wurde, wurde die Serienproduktion der neuen Lokomotiven ab 1960 vom Lokomotivbau Elektrotechnische Werke „Hans Beimler“ Hennigsdorf übernommen. Grund war die Überlastung des Babelsberger Werkes durch die parallel laufende Produktion der drei Loktypen V 15, V 60 und V 180. Hennigsdorf lieferte 1960 noch 60 Lokomotiven der Baureihe V 60 und ab 1961 jährlich 100 bis 120 Maschinen.
Im EDV-Nummernplan von 1970 wurden beide V 60-Varianten zur Baureihe 106. Als 1975 die 106 999 geliefert wurde, war dieser Nummernkreis vollständig belegt. Da es eine Baureihe 107 bereits gab, wurden die folgenden Lokomotiven in die Baureihe 105 eingeordnet. 1982 wurde mit 105 165 die letzte Lokomotive dieser Bauart an die DR geliefert. Einige später von der Deutschen Reichsbahn aufgekaufte Werklokomotiven wurden ebenfalls mit der Stammnummer 105 versehen, sie erhielten 900er Ordnungsnummern.
Mit 2256 Stück ist die Lokomotive eine der meistgebauten europäischen Regelspurloks. 188 Lokomotiven wurden in Babelsberg gebaut, die anderen in Hennigsdorf.

## Baureihe 347

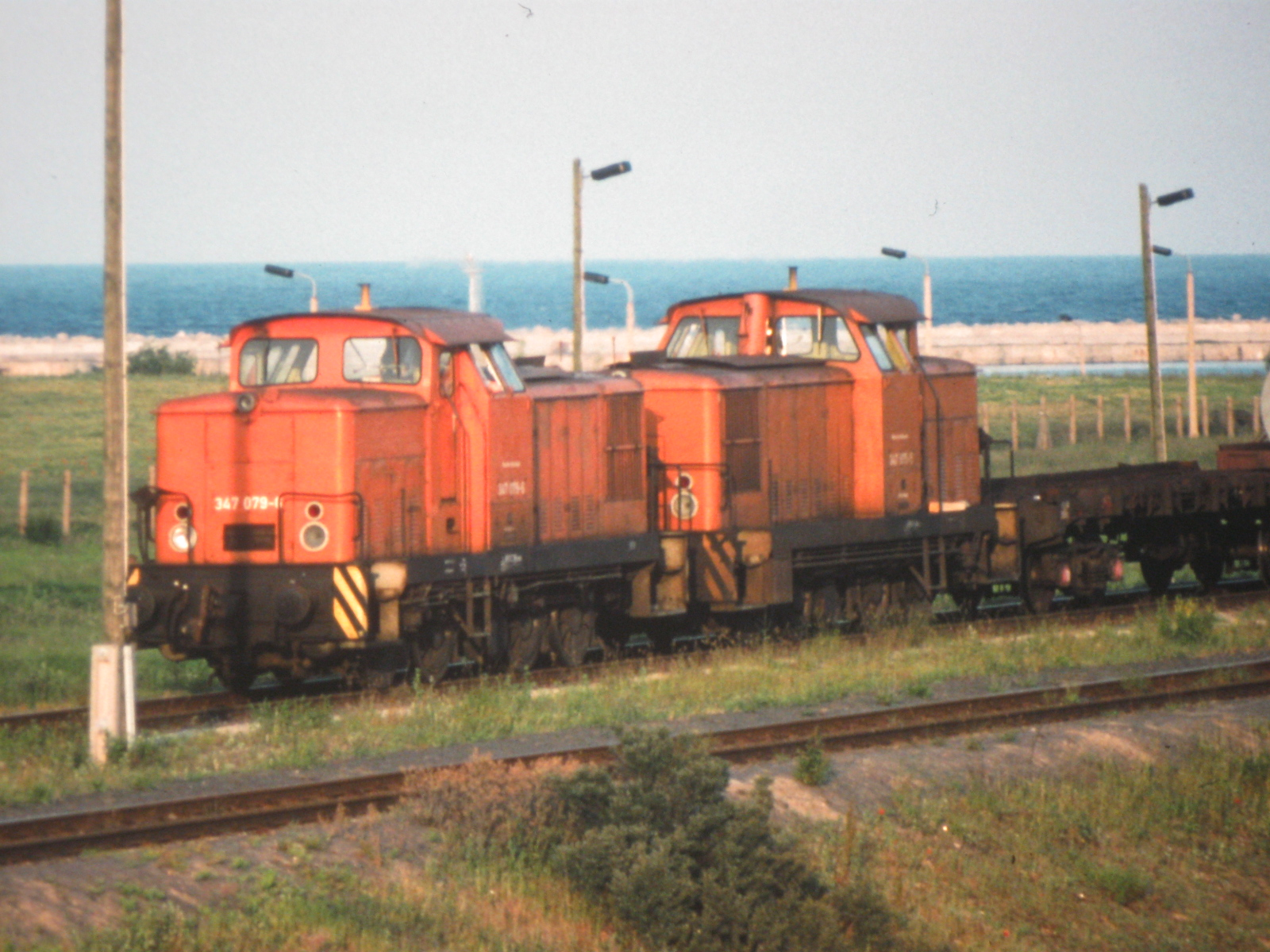
Breitspurloks der DB-Baureihe 347 in Mukran 1993

1986 wurde als letztes großes Verkehrsprojekt der DDR der neue Fährhafen Mukran bei Sassnitz in Betrieb genommen. Der Fährhafen diente in erster Linie der störungsfreien Verbindung der DDR mit der damaligen UdSSR. 1989 fuhren fünf Eisenbahnfähren im Liniendienst zwischen Mukran und Klaipėda (Memel) in Litauen. Da die sowjetischen Eisenbahnen eine größere Spurweite (1520 mm) aufweisen, wurden die Eisenbahnfährschiffe und der 340 ha große Hafenbahnhof neben 48 Kilometer Regelspur- auch mit 24 Kilometer Breitspurgleisen gebaut. Zur Bewältigung der dort anfallenden Belade-, Entlade- und Rangieraufgaben entschied die DR, 14 Lokomotiven der Baureihe 105 und 106 auf 1520 mm umzuspuren und mit UIC-Mittelpufferkupplungen der Bauart Intermat auszustatten, die mit der Bauart SA3 kuppelbar sind. Für den Umbau wurden Maschinen ausgewählt, die bereits vom Hersteller mit angeschuhten Pufferbohlen und Einheitszugkästen auf den Einbau der Mittelpufferkupplung vorbereitet waren. Die nur im Breitspurteil des Fährbahnhofs Mukran einsetzbaren Maschinen erhielten eine Vielfachsteuerung und werden üblicherweise in Doppeltraktion eingesetzt. Ab 1992 erhielten sie zur besseren Unterscheidung von den Regelspurmaschinen die neue Baureihennummer 347. Da inzwischen der Trajektverkehr nach Litauen zurückgegangen ist, hat die Deutsche Bahn AG zahlreiche Breitspurlokomotiven ausgemustert. 2016 waren noch drei Maschinen der Baureihe 347, vermietet an den Baltic Port Rail Mukran, vorhanden.

## Baureihe 344

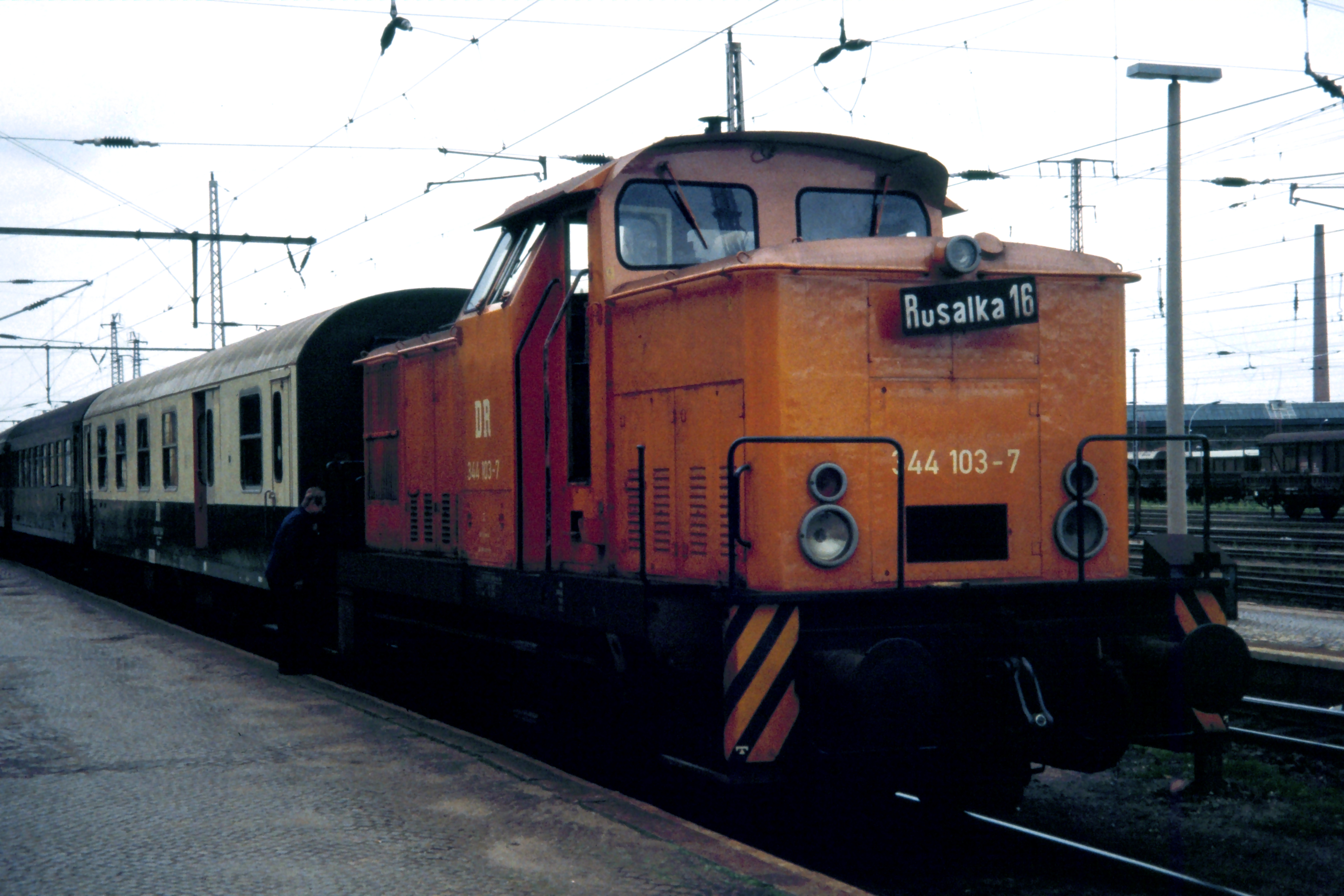
344 103 der DR als Rusalka 16 in Wittenberge

Weil die Lokomotiven der Baureihe 105/106 auf vielen Bahnhöfen wegen langer Leerlauf- und Teillastzeiten nicht wirtschaftlich einsetzbar waren, suchte man ab Mitte der 1980er Jahre nach Möglichkeiten, die 106 wirtschaftlicher zu machen. In der 106 900 wurde längere Zeit ein Sechszylindermotor mit 496 PS Leistung getestet, der zwar zu einem geringeren Kraftstoffverbrauch führte, jedoch einen hohen Umbauaufwand erforderte. Man kam daher vom Remotorisierungsplan ab und drosselte stattdessen die vorhandenen Zwölfzylindermotoren der 106 auf 1100 min−1 und 496 PS sowie die zulässige Höchstgeschwindigkeit auf 55 km/h. Zusätzlich wurde ein neues elektronisch gesteuertes Strömungsgetriebe mit nur noch einem Anfahr- und Marschwandler vorgesehen, das im unteren Geschwindigkeitsbereich fast gleiche Anfahr- und Dauerzugkraft wie mit dem 650-PS-Motor ermöglichte. Rechnerisch ergaben die Änderungen eine Kraftstoffeinsparung von 15 t pro Maschine und Jahr. 1991 begann der Serienumbau von Lokomotiven in die neue Baureihe 344. Von DB Cargo wurden diese Maschinen jedoch als Splitterbauart betrachtet und als erste ausgemustert.

## Konstruktion
Der geschweißte Hauptrahmen der Lokomotiven ist besonders stabil ausgeführt, um die für den Rangierdienst typischen Stöße aufzufangen. Die Pufferbohlen sind als Verschleißteile besonders einfach auswechselbar. Auf den Rahmen ist eine Deckplatte mit Durchlässen nach unten aufgeschweißt. Zur Verbesserung des Bogenlaufes sind je zwei Radsätze zu einem Beugniot-Gestell zusammengefasst, in dem sie um je 25 mm seitenbeweglich sind. Der Rahmen stützt sich in vier Punkten über Blattfedern auf den Radsätzen ab, die Tragfedern des ersten und zweiten sowie dritten und vierten Radsatzes sind durch Ausgleichshebel verbunden. Im längeren vorderen Vorbau sind Kühler, Dieselmotor, Verteilergetriebe, Lichtanlassmaschine und Lüftergenerator untergebracht, der hintere Vorbau enthält die Behälter für Kraftstoff und Druckluft sowie die Batterien.
Der Führerstand weist nur einen Führertisch auf der Seite zum langen Vorbau auf. Die Fahrschalterwelle liegt waagerecht, über je ein Handrad ist die Lokomotive von beiden Führerstandsseiten bedienbar. Die Form des Fahrschaltertisches ermöglicht auch die Fahrt mit dem kurzen Vorbau voraus ohne Zwangshaltung. Das Handrad der Handbremse befindet sich an der Führerstandswand zum kurzen Vorbau.
Zur Krafterzeugung diente in den ersten Bauserien ein Dieselmotor 12 KVD 18/21 Bauform 2, später ein solcher der weiterentwickelten Bauform 3. Der Motor ist ein Zwölfzylinder-Viertakt-Vorkammermotor ohne Aufladung und leistet 650 PS (478 kW) bei 1500 min−1. Der Kraftfluss erfolgt vom Motor zunächst über eine drehelastische Kupplung und eine kurze Gelenkwelle zum Hochtrieb des Strömungsgetriebes GSR 12/5,1 mit Anfahrwandler und zwei Kupplungen. An das automatisch in Abhängigkeit von der Fahrgeschwindigkeit schaltende Strömungsgetriebe ist das Nachschaltgetriebe direkt angeflanscht, das den Wechsel der Fahrtrichtung sowie die Umschaltung zwischen Rangier- und Streckengang ermöglicht. Das Nachschaltgetriebe erlaubt im Streckengang 60 km/h und im Rangiergang 30 km/h bei entsprechend höherer Zugkraft. Die Blindwelle wird über Zahnräder angetrieben. Alle Radsätze sind über Kuppelstangen miteinander verbunden. Über das am Motor verbaute Verteilergetriebe werden außerdem der Lüftergenerator und die Lichtanlassmaschine angetrieben.
Lokomotiven ab Baujahr 1970 erhielten effizientere Strömungsgetriebe vom Typ GS 12/5,2.
Als Bremseinrichtung besitzen die Loks eine indirekt wirkende, einlösige Knorr-Druckluftbremse mit direktwirkender Zusatzbremse K-GP m.Z. Alle Radsätze werden einseitig von vorn abgebremst. Die Handbremse wirkt auf dasselbe Bremsgestänge und damit auf alle Radsätze, so dass die Loks steilstreckentauglich sind. Die Loks sind mit Sicherheitsfahrschaltung ausgerüstet, manche Exemplare sind außerdem mit Rangierfunk und mit Zugfunk ausgerüstet worden.

## Einsatz

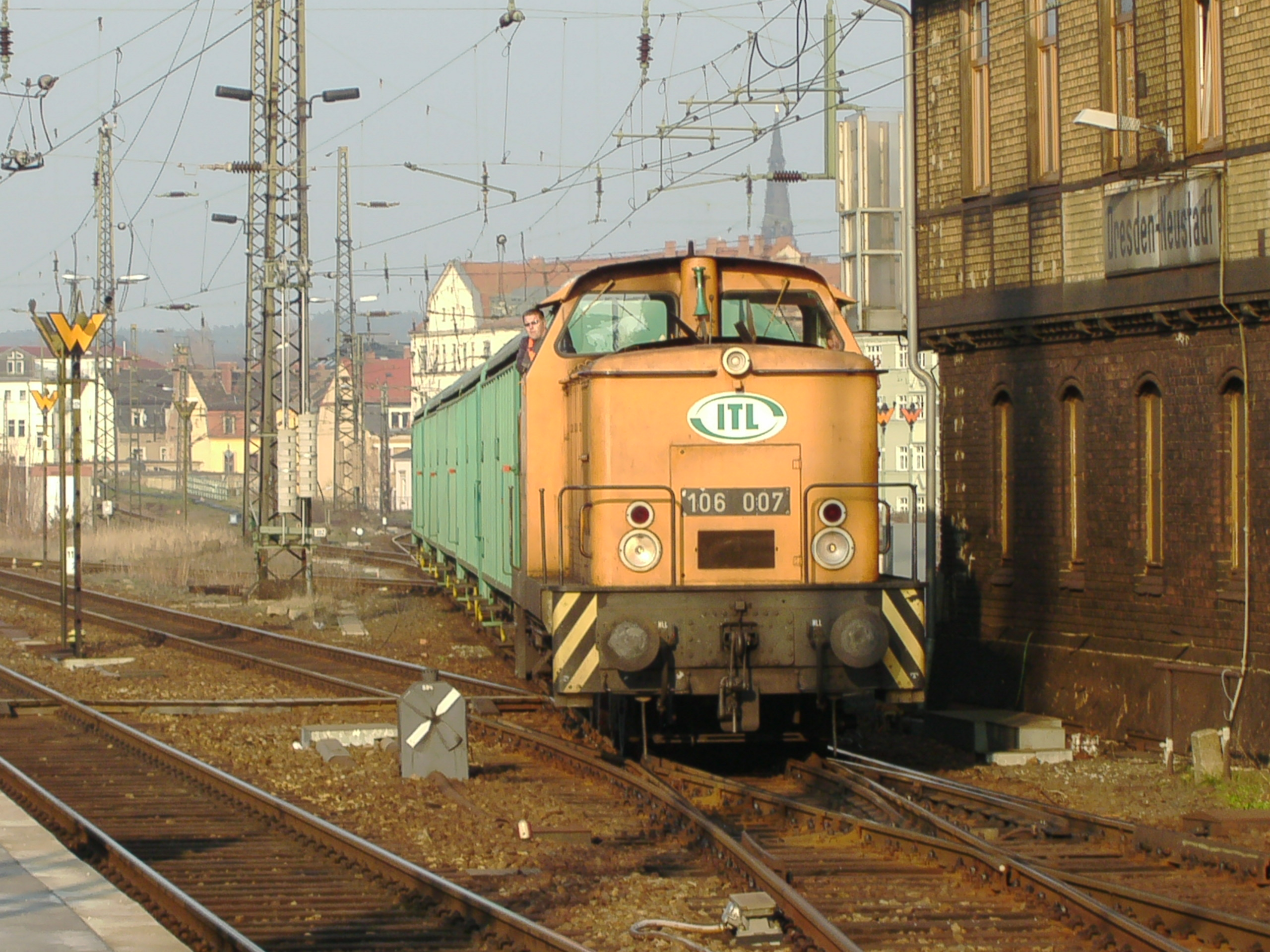
Die robuste Konstruktion macht die 106 zur beliebten Lok bei Privatbahnen wie der ITL

Nach der Deutschen Wiedervereinigung und der daraufhin erfolgten Fusion der beiden deutschen Staatsbahnen standen in der Folge die Baureihen 362–365 der DB und 344–347 der DR zur Verfügung. Im Vergleich beider Maschinen schnitt die West-V 60 durch ihren geringeren Verbrauch und die bereits nachgerüstete Funkfernsteuerung besser ab, sodass die Lokomotiven der DR-Baureihen 344 bis 347 nach und nach abgestellt wurden. Die Maschinen wurden nicht weiterverkauft, sondern verschrottet. Bei diversen Privatbahngesellschaften sind noch viele ehemalige Werklokomotiven im Einsatz. 2014 besaß unter dem Dach der DB lediglich die Sparte DB Fernverkehr einige 345/346, darüber hinaus waren noch einige Breitspurmaschinen der Baureihe 347 im Fährhafen Mukran aktiv.
Eingesetzt wurden die Lokomotiven vor allem im mittleren Rangierdienst sowie zum Abdrücken von Zügen an den Ablaufbergen. Weitere Einsatzgebiete waren das Bereitstellen der schweren Ganzzüge aus Werken und für Nahgüterzüge sowie sogenannter Auslader.
Einige Lokomotiven der Baureihe 106 besaßen spezielle Ausrüstung für Sonderaufgaben, zum Beispiel Lehrstromabnehmer zur Fahrdrahtkontrolle beim Einsatz mit Fahrleitungsmontagezügen oder Mittelpufferkupplungen für die Überführung von U- oder S-Bahnwagen.

## Lackierung
Bei der ersten Serie war die ursprüngliche Lackierung in rot mit weißen Streifen, später dann in einem gelblichen Farbton. Wenn der gelbliche Farbton etwas älter und schmutziger wurde, erinnerte die dann goldbraun wirkende Lackierung an ein Grillhähnchen. Daher erhielten Loks in dieser Farbe den Spitznamen Goldbroiler.